# Fokker K.I
El Fokker KI, para Kampfflugzeug, también conocido como Fokker M.9, era un avión experimental  alemán.
Lanzado por primera vez en 1915, el «M.9» tenía dos fuselajes y dos colas M.7 , sin motores, montados en el ala inferior. A esto se agregó una góndola central con dos  motores rotativos Oberursel de 80 hp, uno en cada extremo, en una configuración de un motor empuje en la línea central. La tripulación estaba compuesta por tres tripulantes, incluía un piloto en la góndola y dos artilleros colocados cada uno en la nariz de cada fuselaje.
Montar los dos fuselajes en las alas sin conexión entre ellos más a popa resultó ser un gran error. Fokker seguía usando la deformación de las alas en lugar de los alerones para el control de balanceo de modo que cuando las alas estaban deformadas, los fuselajes se desviaban en direcciones opuestas, ya sea hacia arriba o hacia abajo, dependiendo de la forma en que se hacía volar el avión. Esto llevó a algunas características de vuelo muy divergentes. El programa de prueba fue breve.
- Datos: Q258724
- Multimedia: Fokker K.I / Q258724